# Signo ascendente

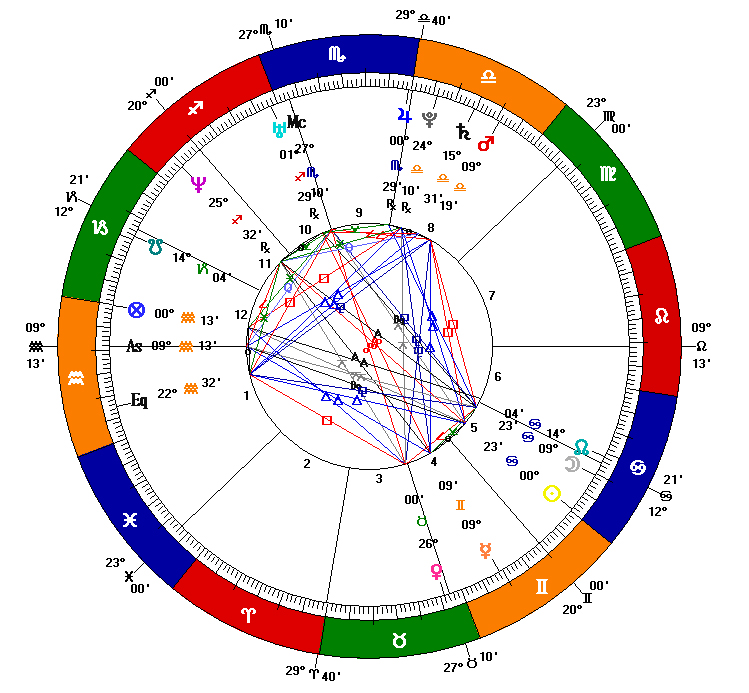
O ascnte neste exemplo está marcado com As e, geralmente, está na posição das nove em ponto do horóscopo.

Na Astrologia, o signo ascendente, ou simplesmente ascendente (Aˢᶜ, As ou ASC), é o signo do Zodíaco que estava surgindo no horizonte no momento do nascimento da pessoa.
Representa as características que surgem num primeiro olhar imediato, aquilo que irrompe de uma pessoa quando ela se coloca diante do mundo. O ascendente se manifesta desde o nascimento, na forma como nasce, e fica "mais forte" depois dos 30 anos. As qualidades ascendentes são poderosas desde cedo e, por serem as externas, tendem a ser vistas com mais facilidade do que as qualidades do signo solar, as internas.
Para um estudo mais completo do ascendente, deve ser levado em consideração não apenas o signo, mas eventuais planetas colocados no setor astrológico do ascendente (a chamada casa I). A localização do planeta que rege o signo ascendente também é importante. Segundo um conceito astrológico tradicional, este planeta é o chamado "senhor" do mapa astral, que matiza toda a identidade de uma pessoa.
O ascendente se junta ao signo solar e ao signo lunar, perfazendo a "identidade astrológica" mais poderosa de cada pessoa.